# Pouso Alegre Futebol Clube
El Pouso Alegre Futebol Clube es un equipo de fútbol de Brasil que juega en el Campeonato Brasileño de Serie D, la cuarta división nacional; y en el Campeonato Mineiro, la primera división del estado de Minas Gerais.

## Historia
Fue fundado el 15 de noviembre de 1903 en el municipio de Pouso Alegre ubicado en la región sur del estado de Minas Gerais con el nombre Pouso Alegre Football Club tras una reunión hecha en la casa de Alfredo Ennes Baganha, quien sería el primer presidente en la historia del club.
Fue hasta 1928 que iniciaron su participación luego de conseguir un terreno para la construcción del que sería su estadio de fútbol, el Estádio do Pouso Alegre Futebol Clube, y el club pasaba a llamarse Pouso Alegre Futebol Clube, y su estadio sería utilizado por varios equipos del estado como Guarani y AA Ponte Preta. En 1947 nace la Liga Espostiva Municipal de Amadores (LEMA) que sería la encargada de organizar los torneos de categoría aficionada en el estado de Minas Gerais como el Pouso Alegre Futebol Clube, pero con el paso del tiempo los equipos de la ciudad tomaron fuerza y en 1950 y el club queda inactivo.
En 1967 el club se vuelve profesional y regresa a la actividad en la segunda división estatal tras un fallo judicial, aunque también formaba parte de los torneos aficionados de manera simultánea. En 1988 logra el ascenso por primera vez al Campeonato Mineiro, donde permanecería hasta que desciende en 1992 luego de que varios de sus jugadores se fueron por mejores ofertas en otros equipos. El equipo queda inactivo en 2009 tras terminar en quinto lugar de la segunda división estatal.
El club retorna a la actividad en 2017 como participante de la segunda división estatal en 2018 tras nueve años de ausencia, logrando el título al año siguiente de manera invicta y con ello regresando al Campeonato Mineiro en 2020 tras un nuevo ascenso.
En 2021, en su regreso a la primera división estatal termina en sexto lugar, con lo cual accedió a la Copa Inconfidência del ampeonato Mineiro, el cual terminaría ganando a URT en tanda de penales, con lo cual obtuvo la clasificación al Campeonato Brasileño de Serie D, la cuarta división nacional y a la Copa de Brasil por primera vez en su historia.

### Temporada 2022, ascenso a Serie C
El año comenzó participando en el Campeonato Mineiro, del cual terminó en décima posición, salvando la categoría en la última fecha. A la par, disputó la Copa de Brasil, donde en primera ronda eliminaría al Paraná con un marcador de 2-0. En segunda ronda enfrentó al Coritiba, con quien empataría 1-1, sin embargo sería eliminado en tanda de penales tras perder 2-3.
Hizo su debut en la Serie D en el mes de abril, integrando el grupo 6. Terminó en primer lugar de su zona, logrando 26 puntos en 14 partidos, avanzando así a la segunda fase. Eliminó consecutivamente al Operário-VG y al Paraná, llegando así a los cuartos de final, donde enfrentaría al ASA por el ascenso a la Serie C. En el duelo de ida ganó 2-0 como visitante, mientras que en el duelo de vuelta ganaría por 1-0, con lo cual avanzó a las semifinales y logró por primera vez en su historia el ascenso a la Serie C. En semifinales, eliminó al Amazonas FC tras ganar tanto el duelo de ida como de vuelta por 1-0. Disputó la final ante América de Natal. En el duelo de ida perdió 2-0 como visitante, mientras que en el duelo de vuelta ganó por 1-0, resultado que no le alcanzó para igualar la serie, quedando así como subcampeón.

## Palmarés
- Campeonato Mineiro Módulo II: 1

2020
- Campeonato Mineiro Segunda Divisão: 1

2019
- Trofeo Inconfidencia: 1

2021
- Copa Antártica de Futebol Amador: 1

1983